# Бициклизам на Летњим олимпијским играма 1924.
Бициклистичка такмичења на Олимпијским играма 1924. у Паризу, су се састојала од две бициклистичке дисциплине на друму и четири дисцилине на писти у којима су се такмичили само мушкарци. Дисциплина 50 km на писти, уведена на Олимпијски играма 1920. одржана је последњи пут.
Друмска трка је почела и завршила се у близини Коломб стадиона. Стаза је била дуга 188 km. За екипни пласман узети су резултати тројице најбољих сваке земље, у појединачној трци. Трке на писти су се одржавале на истој 500 метара дугој цементној стази, на којој су одржана такмичења и на II Летњим олимпијским играма 1900. године.
На играма је учествовало 139 учесника из 24 земље.

## Земље учеснице
| - Аргентина (5) - Аустралија (4) - Белгија (9) - Бугарска (7) - Канада (1) - Чиле (3) - Чехословачка (8) - Данска (6) | - Египат (3) - Финска (4) - Француска (11) - Уједињено Краљевство (12) - Мађарска (4) - Италија (10) - Летонија (4) - Литванија (2) | - Луксембург (5) - Холандија (10) - Пољска (8) - Јужноафричка Република (1) - Шведска (4) - Швајцарска (9) - Сједињене Америчке Државе (5) - Југославија (4) |

## Освајачи медаља
| Дисциплина                      |                                                                                    | Резултат   |                                                                           | Резултат   |                                                                            | Резултат   |
| Друмска трка појединачно детаљи | Арман Бланшоне · Француска                                                         | 6:20:48,0  | Хенри Хувенарс · Белгија                                                  | 6:30,27,0  | Рене Амел · Француска                                                      | 6:30:51,06 |
| Друмска трка екипно детаљи      | Француска · Арман Бланшоне · Рене Амел · Жорж Вамбст                               | 19:30:13,4 | Белгија · Хенри Хувенарс · Алфонс Парфондри · Жан ван ден Бош             | 19:46:55,4 | Шведска · Гунар Шелд · Ерик Болин · Рагнар Малм                            | 19:65:41,4 |
| Трка 50 km на писти детаљи      | Ко Вилемс · Холандија                                                              | 1:18,24    | Сирил Олден · Уједињено Краљевство                                        | 1 круг     | Хари Вилд · Уједињено Краљевство                                           | 1 круг     |
| Трка 1.000 м спринт детаљи      | Лусијен Мишар · Француска                                                          | 12,8       | Јакоб Мејер · Холандија                                                   |            | Жан Кињо · Француска                                                       |            |
| Двосед детаљи                   | Француска · Лусијен Шури · Жан Кињо                                                |            | Данска · Едмунд Хансен · Вили Хансен                                      |            | Холандија · Херард Бос ван Дракестајн · Маурис Петерс                      |            |
| Дохватна вожња екипно детаљи    | Италија · Франческо Цукети · Анђело де Мартини · Алфредо Динале · Алеардо Менегаци | 5:15,00    | Пољска · Томаш Станкјевич · Франчишек Шимчик · Јозеф Ланге · Јан Лазарски | 5:23,00    | Белгија · Жан ван ден Бос · Леонард Дахлинкс · Хенри Хувенарс · Фернан Сев |            |

## Биланс медаља
|   | Земља                |   |   |   |    |
| - | -------------------- | - | - | - | -- |
| 1 | Француска            | 4 | 0 | 2 | 6  |
| 2 | Холандија            | 1 | 1 | 1 | 3  |
| 3 | Италија              | 1 | 0 | 0 | 1  |
| 4 | Белгија              | 0 | 2 | 1 | 3  |
| 5 | Уједињено Краљевство | 0 | 1 | 1 | 2  |
| 6 | Данска               | 0 | 1 | 0 | 1  |
| 6 | Пољска               | 0 | 1 | 0 | 1  |
| 8 | Шведска              | 0 | 0 | 1 | 1  |
|   | Укуоно (8)           | 6 | 6 | 6 | 18 |

## Статистика
- Најуспешнија екипа: Француска са 6 медаља (4 златне и 2 бронзане)
- Најуспешнији појединац: Арман Бланшоне 2 златне медаље
- Највише медаља појединачно: Хенри Хувенарс 3 медаље (2 сребрне и 1 бронзана)
- Најмлађи такмичар: Џо Лапорте (Канада) 17 година 115 дана
- Најстарији такмичар: Маурис Петерс (Холандија) 42 године и 82 дана